# NGC 1518
NGC 1518 ist eine Balken-Spiralgalaxie mit ausgedehnten Sternentstehungsgebieten vom Hubble-Typ SBd im Sternbild Eridanus am Südsternhimmel. Sie ist schätzungsweise 36 Millionen Lichtjahre von der Milchstraße entfernt und hat einen Durchmesser von etwa 30.000 Lichtjahren. 

Im selben Himmelsareal befindet sich u. a. die Galaxie NGC 1521.
Das Objekt wurde am 13. November 1835 von John Herschel entdeckt und von Dreyer in den New General Catalogue aufgenommen.